# Willi Keckeisen
Willi Keckeisen (* 3. November 1916 in Stuttgart; † 5. April 2002 ebenda) war nacheinander Präsident der Bundesbahndirektionen Mainz, Karlsruhe und Stuttgart.

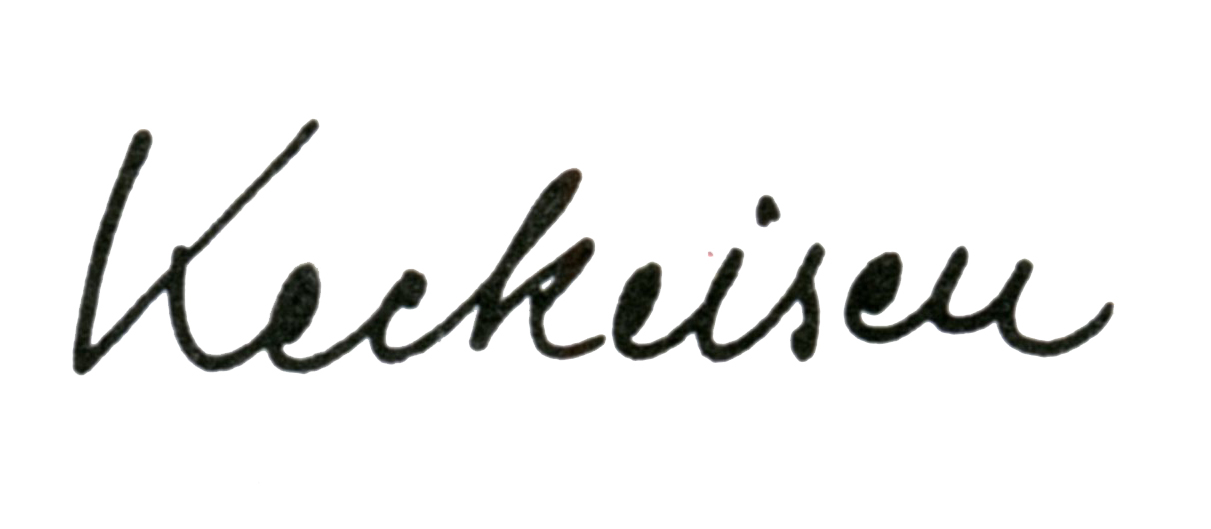

## Werdegang
Willi Keckeisen studierte Bauingenieurwesen an der Technischen Hochschule Stuttgart, wo er als Diplomingenieur 1939 abschloss. 1940 wurde er zur Wehrmacht eingezogen und es folgte Kriegsgefangenschaft.
1947 trat er in den höheren technischen Dienst der Deutschen Reichsbahn im Vereinigten Wirtschaftsgebiet ein. 1953 promovierte er bei Professor Carl Pirath zum Dr.-Ing. Nach Stationen in Bundesbahndienststellen in Esslingen und Ulm arbeitete er bis 1956 in der Bauabteilung der Bundesbahndirektion Stuttgart als Planer, später als Leiter des Neubauamtes. Aus dieser Zeit stammen der Vorentwurf für die S-Bahn Stuttgart und eine S-Bahn-Denkschrift, sowie weitere grundlegende Verkehrskonzepte, unter anderem für den Großmarkt Stuttgart und den Neckarhafen Stuttgart.
1962 wechselte er nach Frankfurt am Main, wo er – ebenfalls als Leiter der Planung und später für die Bauausführung – das Nahschnellverkehrsnetz der Rhein-Main-Gebietes entwickelte. Dazu zählte auch, dass beim Bau des neuen Terminals Mitte (heute Terminal 1) des Frankfurter Flughafens der Tiefbahnhof von vorneherein so ausgelegt wurde, dass er nicht nur die Abfertigung von S-Bahn-Zügen, sondern auch von langen Fernzügen zuließ – ein richtungsweisendes Konzept für mehrere andere Großflughäfen. Im Herbst 1971 – jedenfalls nach dem 30. September 1971 – übernahm er den Rest der sich in Auflösung befindenden Bundesbahndirektion Mainz. Nach deren endgültiger Abwicklung 1972 leitete er die Bundesbahndirektion Karlsruhe. 1974 wechselte er als Präsident zur Bundesbahndirektion Stuttgart, ein Amt, in dem er 1981 in den Ruhestand trat. Unter seiner Präsidentschaft gingen hier 1978 die ersten S-Bahn-Linien und der Verkehrs- und Tarifverbund Stuttgart (VVS) in Betrieb.

## Außerberufliches
Willi Keckeisen war aktiver Sportler. Er nahm an den deutschen Hochschul-Leichtathletikmeisterschaften 1937 in Bonn, den Skimeisterschaften der deutschen Hochschulen in Oberammergau 1937 und als Mitglied der deutschen Nationalmannschaft im Basketball bei den Studentenweltspielen 1939 in Wien teil. Danach führte er mit einigen Handballsportfreunden das Basketballspielen in Württemberg ein.
Die Universität Stuttgart ernannte ihn 1981 zum Ehrensenator. Von 1974 bis 2001 beriet er die Universität als Mitglied des Kuratoriums des Verkehrswissenschaftlichen Instituts.

## Ehrungen
Willi Keckeisen erhielt das Bundesverdienstkreuz, die Verdienstmedaille des Landes Baden-Württemberg und den Sportpreis der Deutschen Bundesbahn.

## Werke
- Zusammen mit Walther Lambert: Bahnhofplätze, ihre Gestaltung unter dem Einfluss des Eisenbahnverkehrs. In: Eisenbahntechnische Rundschau 1/1952, S. 208–220.
- Die wirtschaftliche Vorbereitung des Ablaufs von Güterzügen in der Einfahrgruppe von Rangierbahnhöfen – Vortrag auf der 11. Sitzung des Fachausschusses für Rangiertechnik am 10. und 11. Dezember 1952 (?). Deutsche Bundesbahn, Forschungsarchiv Nr. 40, Stuttgart 1953.
- Zusammen mit Walther Lambert: Stadtbahn Stuttgart. In: Die Bundesbahn 30, Nr. 21, (1956), S. 1159 ff.
- Bau und Betrieb der Stuttgarter Hafenbahn. In: Eisenbahntechnische Rundschau 10/1958, S. 408–420.
- V-Bahn Frankfurt. Der Vorentwurf und die Entwurfsmethode. In: Eisenbahntechnische Rundschau 12/1967, S. 412–451.
- Liebe Mitarbeiterinnen und Mitarbeiter! [Bilanz des Auflösungsprozesses der Bundesbahndirektion Mainz 1971/72]. In: Bundesbahndirektion Mainz (Hg.): Amtsblatt der Bundesbahndirektion Mainz, Sonderausgabe vom 27. April 1972, S. 1–6.
- Das Ausbauprogramm der Deutschen Bundesbahn und die Entwicklung neuer Fernverkehrssysteme. Planungsgemeinschaft Zentrales Oberrheingebiet, Karlsruhe 1973.
- Grußwort des Präsidenten der Bundesbahndirektion Stuttgart. In: 50 Jahre Eisenbahnsportclub Ulm, Ulm 1979. Ohne Seitenzählung und ISBN. Digitalisat